# لوآره

شهرستان لوآره  (به فرانسوی: Loiret) در ناحیه سانتر (فرانسه) در کشور فرانسه واقع شده‌است.

## نگارخانه

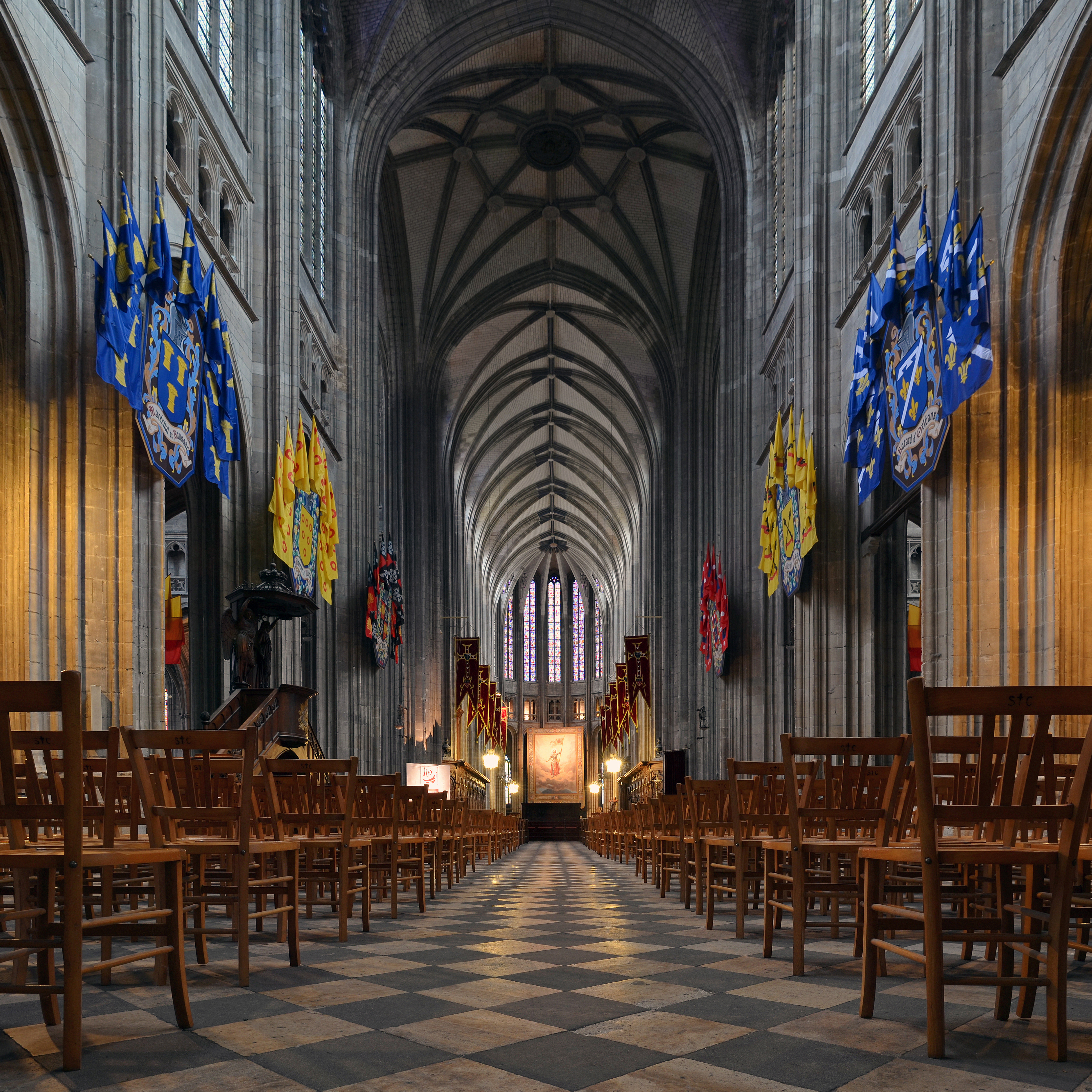
کلیسای اورلئان
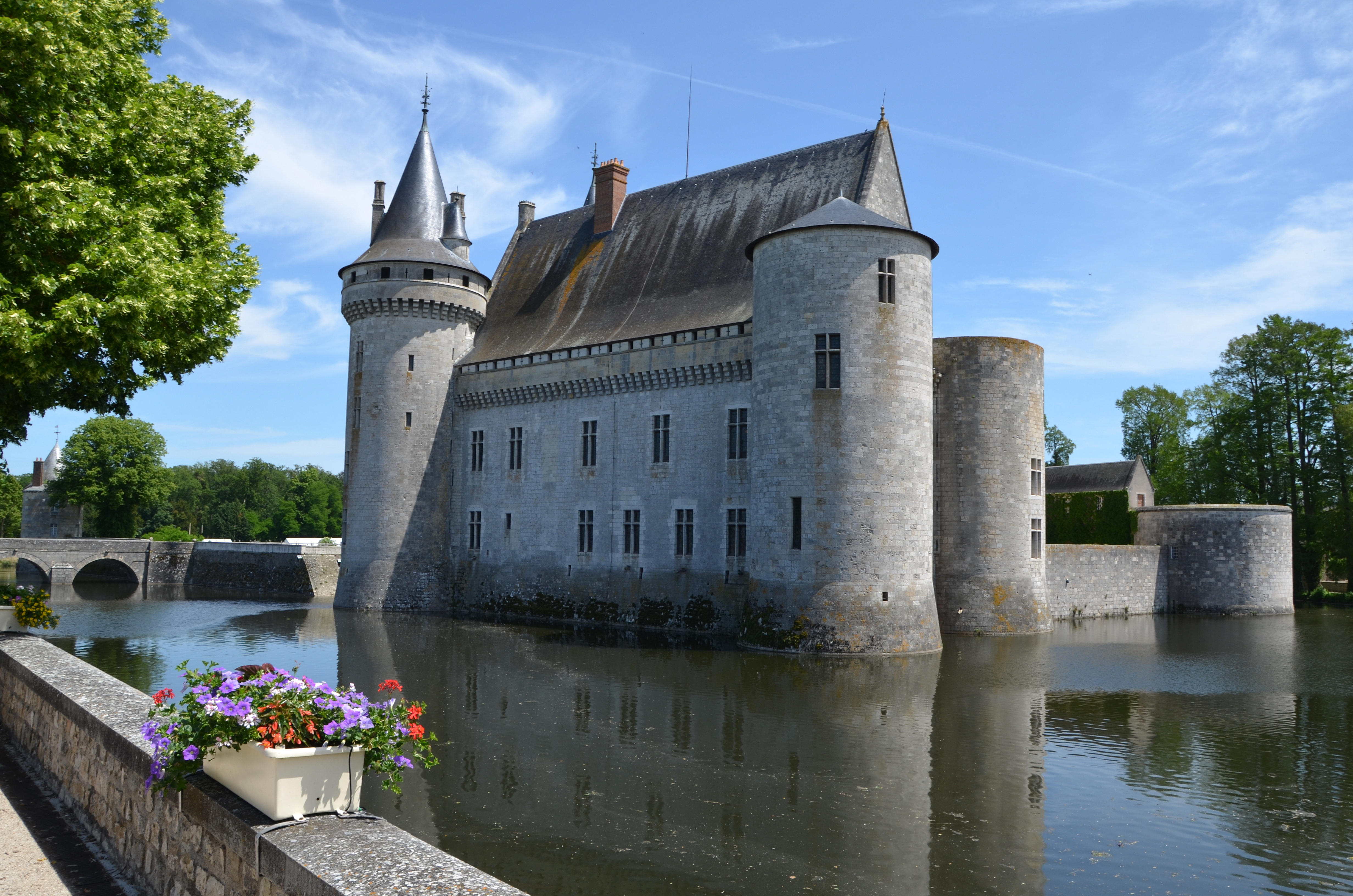
قلعهٔ سولی-سور-لوآر
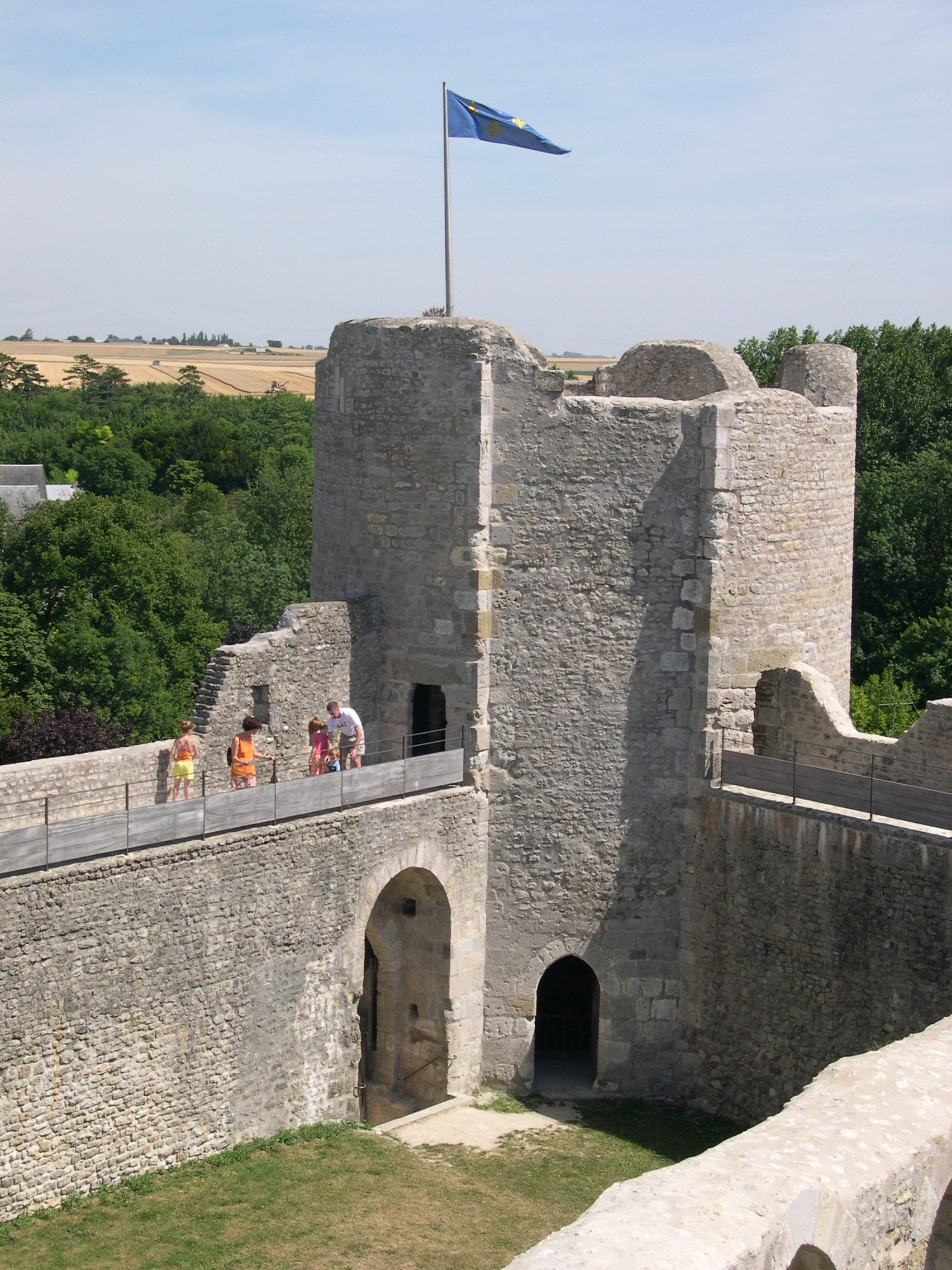
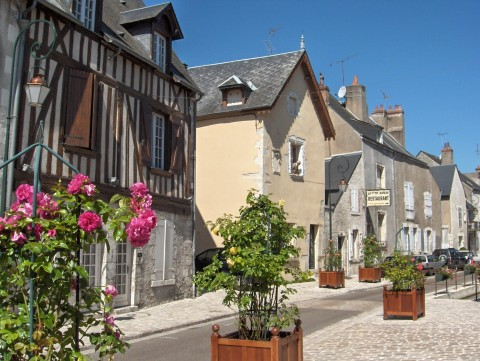
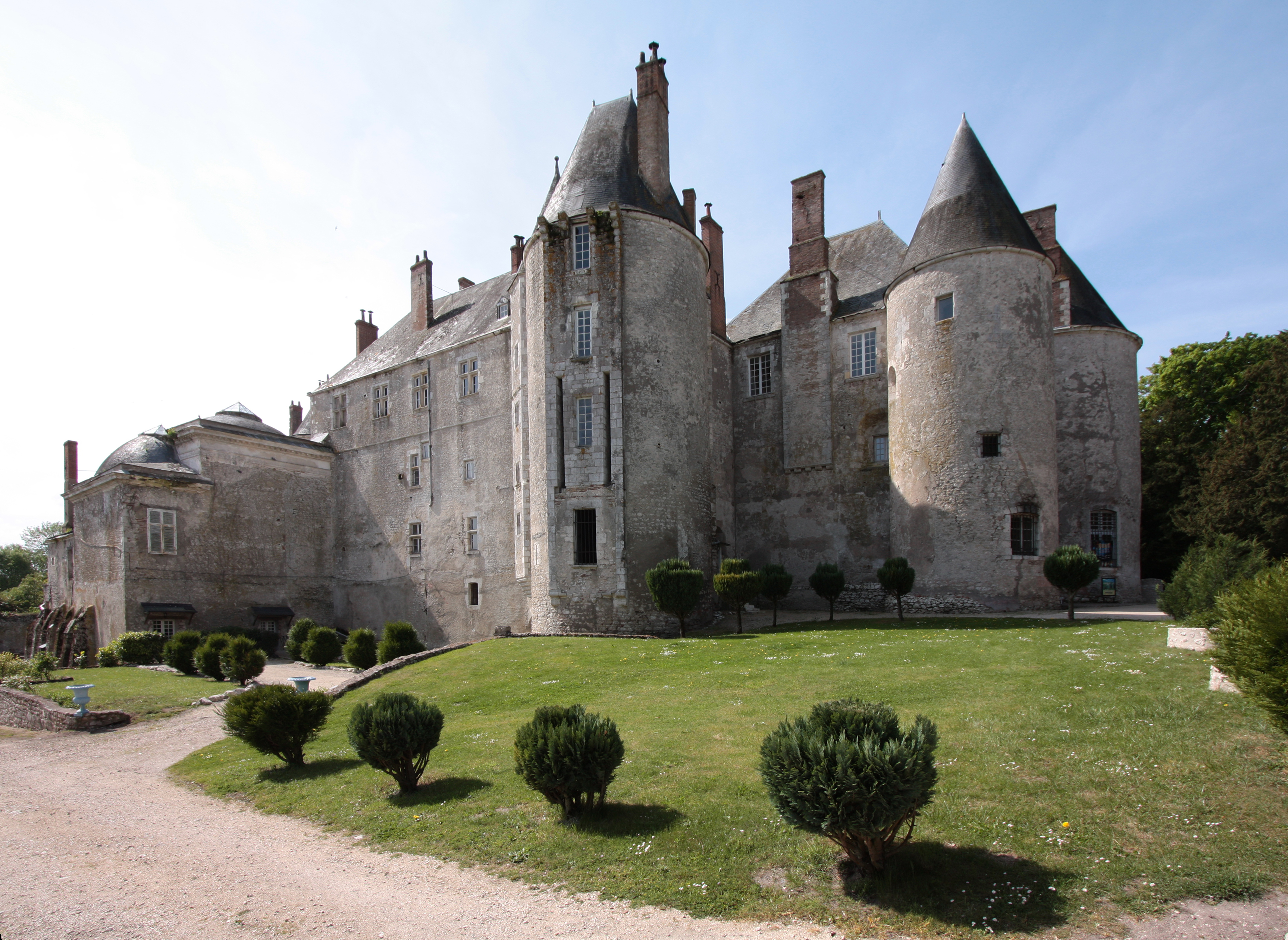